# Division d'Honneur 1943-44
La Primera División de Bélgica 1943/44 fue la 42.ª temporada de la máxima competición futbolística en Bélgica.

## Tabla de posiciones
| Pos | Equipo                         | PJ | PG | PE | PP | GF | GC | Pts | DG  | Notas                    |
| --- | ------------------------------ | -- | -- | -- | -- | -- | -- | --- | --- | ------------------------ |
| 1   | Royal Antwerp FC               | 30 | 23 | 3  | 4  | 83 | 22 | 49  | +61 |                          |
| 2   | R.S.C. Anderlecht              | 30 | 19 | 4  | 7  | 84 | 52 | 42  | +32 |                          |
| 3   | Beerschot                      | 30 | 14 | 9  | 7  | 73 | 49 | 37  | +24 |                          |
| 4   | Lierse S.K.                    | 30 | 14 | 8  | 8  | 63 | 55 | 36  | +7  |                          |
| 5   | KV Mechelen                    | 30 | 13 | 8  | 9  | 60 | 48 | 34  | +12 |                          |
| 6   | K Berchem Sport                | 30 | 11 | 9  | 10 | 63 | 84 | 31  | -21 |                          |
| 7   | Royale Union Saint-Gilloise    | 30 | 12 | 6  | 12 | 60 | 58 | 30  | +2  |                          |
| 8   | Cercle Brugge K.S.V.           | 30 | 12 | 5  | 13 | 51 | 47 | 29  | +4  |                          |
| 9   | R.O.C. de Charleroi-Marchienne | 30 | 10 | 8  | 12 | 64 | 58 | 28  | +6  |                          |
| 10  | CS La Forestoise               | 30 | 11 | 6  | 13 | 63 | 88 | 28  | -25 |                          |
| 11  | White Star Woluwé F.C.         | 29 | 11 | 4  | 14 | 67 | 70 | 26  | -3  |                          |
| 12  | Eendracht Aalst                | 30 | 11 | 4  | 15 | 45 | 58 | 26  | -13 |                          |
| 13  | K.A.A. Gent                    | 30 | 6  | 11 | 13 | 54 | 70 | 23  | -16 |                          |
| 14  | Standard Liège                 | 29 | 9  | 4  | 16 | 57 | 87 | 22  | -30 |                          |
| 15  | KM Lyra                        | 29 | 5  | 9  | 15 | 55 | 79 | 19  | -24 | Descenso a la Division I |
| 16  | Tilleur FC                     | 30 | 5  | 8  | 17 | 36 | 71 | 18  | -35 | Descenso a la Division I |

PJ = Partidos jugados; PG = Partidos ganados; PE = Partidos empatados; PP = Partidos perdidos; GF = Goles a favor; GC = Goles en contra; Pts = Puntos; DG = Diferencia de goles